# آموسولالول
آموسولالول (انگلیسی: Amosulalol) یک بتابلاکر است.